# Трик'яна
Трик'яна (італ. Trichiana, вен. Trichiana) — муніципалітет в Італії, у регіоні Венето,  провінція Беллуно.
Трик'яна розташований на відстані близько 470 км на північ від Рима, 75 км на північ від Венеції, 11 км на південний захід від Беллуно.
Населення — 4869 осіб (2014).
Щорічний фестиваль відбувається 14 січня. Покровитель — San Felice.

## Демографія
Населення за роками:

Станом на 31 грудня 2014 року в муніципалітеті офіційно проживали 183 іноземці з 26 країн, серед них 32 громадяни країн Євросоюзу та 26 громадян України.

## Сусідні муніципалітети
- Чизон-ді-Вальмарино
- Лімана
- Мель
- Ревіне-Лаго
- Седіко